# 125 a. C.
El año 125 a. C. fue un año del calendario romano prejuliano. En el Imperio romano, fue conocido como el año 629 Ab Urbe condita.

## Acontecimientos

### Por lugar

#### Siria
- Cleopatra Tea sucede en el gobierno del Imperio seléucida a la muerte de Seleuco V. Ella nombra a Antíoco VIII Gripo como su cogobernante.

#### Roma
- Marco Fulvio Flaco propone la ampliación de la ciudadanía romana a los italianos del Norte, pero el Senado reacciona enviándolo a manejar los disturbios alrededor de Masilia.  Y al hacerlo comenzó la conquista de la Galia Transalpina.

### Por tema
- Antípatro de Sidón escribe un poema, listando por primera vez las Siete maravillas del mundo.

## Nacimientos
- Alejandro Janneo, rey y sumo sacerdote de los judíos.

## Fallecimientos
- Seleuco V Filométor (asesinado por Cleopatra Tea).
- Demetrio II Nicátor, rey seléucida.